# Triangle (Perfume-album)
A Triangle (vagy ⊿) a japán Perfume technopop együttes harmadik nagylemeze. 2009. július 8-án jelent meg CD-változatban és korlátozott számban CD+DVD szettként, amelyen videók és élő felvételek is szerepeltek. Az album platinalemez lett, mivel több mint 250 000 példányban kelt el.

## Számok listája

### CD
1. Take Off – 0:48
2. Love the World – 4:32
3. Dream Fighter – 4:53
4. Edge (Triangle-mix) – 8:43
5. Night Flight – 5:21
6. Kiss and Music – 2:35
7. Zero Gravity – 4:53
8. I Still Love U – 4:33
9. The Best Thing – 4:23
10. Speed of Sound – 3:59
11. One Room Disco – 5:09
12. Negai (Album-mix) (願い?, ’Kívánság’) – 4:59

### DVD
1. I Still Love U speciális videóklip
2. Night Flight Live@Yoyogi First Gymnasium May 10,’09
3. Edge Live@Yoyogi First Gymnasium May 10,’09 Triangle-version
4. Love the World TV reklám
5. Dream Fighter TV reklám
6. One Room Disco TV reklám

## Fordítás
- Ez a szócikk részben vagy egészben a Triangle (album) című angol Wikipédia-szócikk ezen változatának fordításán alapul.  Az eredeti cikk szerkesztőit annak laptörténete sorolja fel. Ez a jelzés csupán a megfogalmazás eredetét és a szerzői jogokat jelzi, nem szolgál a cikkben szereplő információk forrásmegjelöléseként.